# Procesy zwierząt

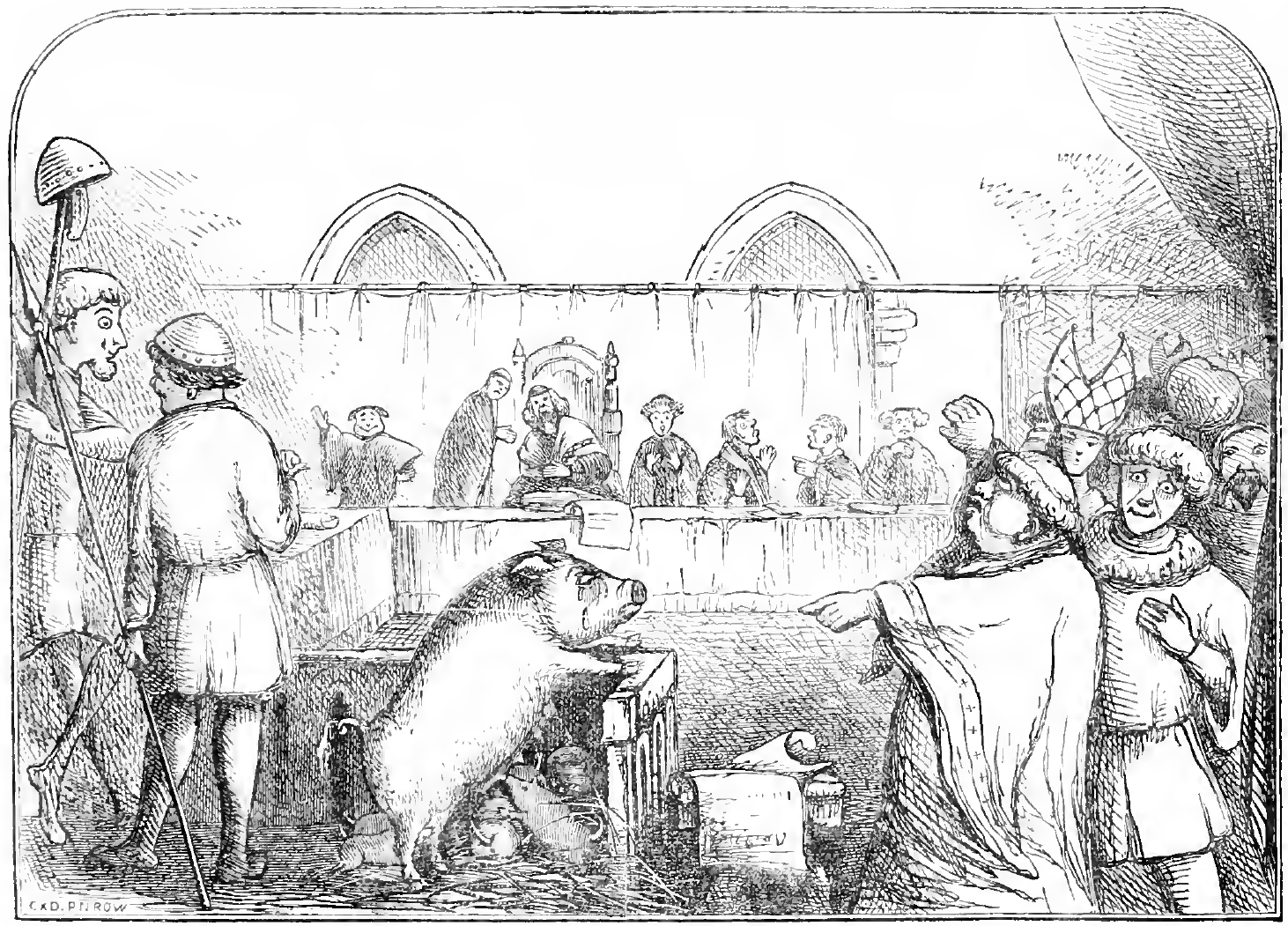
Karykatura przedstawiająca artystyczną wizję procesu świni w Lavigny (1457 r.) zamieszczona w brytyjskim kalendarzu-zbiorze ciekawostek The Book of Days autorstwa Roberta Chambersa, wydanym w 2. połowie XIX wieku

Procesy zwierząt – przyjęta w historiografii formuła opisująca postępowania karne i inne czynności prawne, których podmiotami – najczęściej stronami w charakterze oskarżonego – były zwierzęta. Zjawisko miało miejsce przede wszystkim na ziemiach europejskich, a okres jego wzmożonego występowania szacuje się na wieki XVI-XVIII. Wśród historyków przyjął się ich podział, pod kątem jurysdykcji, na procesy kościelne i świeckie; niejako do osobnych grup procesów zalicza się również procesy o sodomię i czary. Procesy, poświadczone co najmniej kilkoma setkami wzmianek źródłowych, już w epoce ich przeprowadzania budziły kontrowersje, a następnie od końca XIX wieku stanowiły przedmiot badań historyków kultury i prawa. Wśród licznych postulowanych przyczyn występowania tego fenomenu społecznego wymieniano między innymi specyficzne pojmowanie odpowiedzialności prawnej, religijne rozumienie praw rządzących światem czy też względy ludyczne.

## Typologia i przebieg procesów
Najczęściej stosowanym w opracowaniach jest podział procesów zwierząt – w zależności od charakteru instytucji sądzącej – na kościelne i świeckie:
- Dzikie zwierzę bądź grupa zwierząt, które poczyniły szkody w uprawach lub innej własności publicznej (rzadziej dopuściły się innych przewinień), podlegały z reguły jurysdykcji sądów kościelnych.
- Zwierzęta (najczęściej domowe i udomowione), które zabiły bądź zraniły człowieka (względnie dopuściły się innych przewinień), podpadały zazwyczaj pod władzę sądów świeckich[1].

Nieco odmienny podział procesów proponuje badacz dziejów prawa Włodzimierz Gogłoza, według którego oprócz dwu powyższych typów należałoby dodać te wynikające z oskarżeń o występki przeciwko naturze, „zachowania niezgodne z charakterystyką gatunku bądź płci oskarżonego zwierzęcia”. Historyk Michel Pastoureau wyodrębnia dodatkowo jako osobny rodzaj procesy o współudział w sodomii oraz sprawy związane z oskarżeniami o uprawianie czarów.

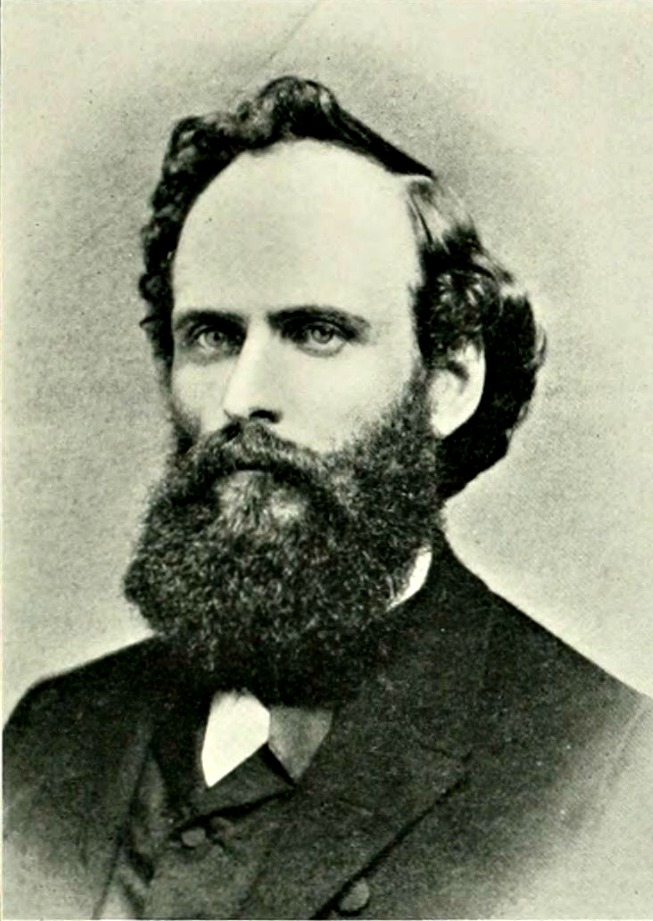
Edward Payson Evans, autor dzieła The Criminal Prosecution and Capital Punishment of Animals (1906)

Nie jest możliwe dokładne określenie liczby potwierdzonych źródłowo procesów. Edward Payson Evans wymienia w swojej pracy The Criminal Prosecution and Capital Punishment of Animals z 1906 r. około dwustu znanych mu tego typu zdarzeń historycznych; jego lista powszechnie uznawana jest za niekompletną. Pierwsze z sądów miały miejsce w IX, jednak przeważająca większość znanych relacji przypada na wieki XV, XVI i XVII. Zdaniem Gogłozy „w dawnej Europie procesy sądowe nad zwierzętami odbywały się dostatecznie często, by nie wzbudzać szczególnego poruszenia mieszkańców, a zarazem były uznawane za na tyle istotne, by przedstawiciele wczesnonowożytnej doktryny prawa poświęcili im szereg, niekiedy obszernych, opracowań”. Według niego przede wszystkim procesy zwierząt oskarżanych o czyny sprzeczne z ich naturą stanowiły w lokalnych społecznościach sensację.

### Lokalizacja
Najwięcej znanych informacji o procesach zwierząt zachowało się z ziem francuskich – krajami, w których napotkać można na wiele podobnych relacji, są również Niemcy, Szwajcaria i Włochy. Przewaga ilościowa informacji pochodzących z tych krajów nie musi oznaczać wyjątkowej popularności procesów zwierząt tamże; częściowo taki obraz rzeczy może wynikać z relatywnie dobrego stanu zachowania zasobów archiwalnych w Zachodniej Europie i zainteresowania tamtejszych historyków tą tematyką. Pastoureau, który przebadał około 60 spraw z terenu Królestwa Francji z lat 1266–1586, skłaniał się ku stwierdzeniu, że sądy nad zwierzętami nie były dla społeczeństwa Europy zjawiskiem częstym, służąc raczej jako procesowe exempla. Mimo to można zaobserwować, że w niektórych krajach procesy zdarzały się w porównaniu do innych terenów znacznie rzadziej; do takich wyjątków należy m.in. Anglia.

Nie są znane źródła historyczne, które wskazywałyby bezpośrednio na odbywanie się na ziemiach przedrozbiorowej Polski procesów, w których zwierzęta byłyby oficjalnymi oskarżonymi. Napotkać można w polskich źródłach sądowych jedynie na wzmianki dowodzące wykonywania egzekucji zwierząt, najczęściej tych będących ofiarami przestępstwa bestialstwa/sodomii. Znane są takie przypadki z: Gdańska, (1618), Lublina (1637), Warszawy (1767), Pajęczna (1774) i Brzeźnicy (1784) – w trzech ostatnich przypadkach ostatecznie z egzekucji zrezygnowano. 

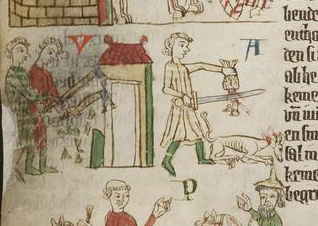
XIV-wieczna ilustracja zapisu Zwierciadła Saskiego, każącego zabijać zwierzęta domowe, które byłyby świadkami gwałtu zadanego kobiecie i nie ruszyłyby jej z pomocą. Rysunek z Heidelberger Sachsenspiegel.

W prawodawstwie staropolskim sodomia stanowiła jedną z najcięższych zbrodni, a jej popełnienie skutkowało karą śmierci. Zgodnie z ustaleniami Michała Rożka i Jana Kracika liczne egzekucje winnych przestępstw przeciw moralności miały miejsce w XVIII-wiecznym Krakowie. Pod rokiem 1733 w rachunkach miasta zapisano informację o opłacie „Serwitorom Magistri Justitiae od zakopania ciała i bydlęcia nie dopalonego”. Historycy ci wymieniają ponadto kilkanaście źródłowo potwierdzonych procesów o sodomię przeprowadzonych w XVIII wieku w Krakowie, nie precyzują jednak, czy w ich wyniku egzekucji podlegało także zwierzę. Z teoretycznego punktu widzenia prawo oparte na przepisach Zwierciadła Saskiego, przewidujące w niektórych wypadkach odpowiedzialność karną zwierząt, obowiązywało w Polsce do 1791 r. Wedle ustaleń Włodzimierza Gogłozy ostatnia wykonana na ziemiach polskich egzekucja zwierzęcia miała miejsce w 1763 r. w Uściu Solnym.

### Cechy sądów kościelnych
Pierwsze kościelne sądy miały miejsce w Szwajcarii oraz sąsiadujących z nią terenach, jak Alpy Włoskie, Sabaudia czy Delfinat. Zdaniem Petera Dinzelbachera pierwszy bezsprzecznie odbyty proces typu kościelnego datować należy na 1338/1339 r. W innych opracowaniach zwraca się uwagę na źródłowo potwierdzony proces kościelny mający miejsce w 824 r. w dolinie Aosty we Włoszech, zakończony ekskomuniką kretów. Początkowo do krajów o największej liczbie procesów kościelnych należały Szwajcaria, Francja i Niemcy. W późniejszych wiekach sądy miały miejsce na terenie całej Europy, a nawet poza jej granicami; znane są przypadki z Etiopii, Brazylii czy Kanady. Jako najczęściej pojawiających się podsądnych badaczka Jen Girgen wymienia: krety, myszy, szczury, węże, ptaki, ślimaki, dżdżownice, koniki polne, gąsienice, termity, żuki, muchy i wszelkiej maści niesprecyzowane w źródłach "robactwo" (vermin). 

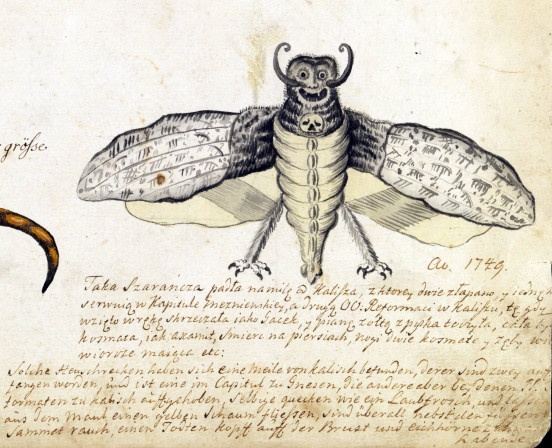
Szarańcza należała do najczęstszych podsądnych w procesach kościelnych (na zdj. rysunek ze sztambucha gen. Joachima Daniela Jaucha z poł. XVIII w.)

Procesy odbywały się najczęściej zaocznie. Towarzyszyły im liczne czynności kultowe i obrzędowe, takie jak procesje, masowe pokuty mieszkańców dotkniętych klęską i ich publiczne ekspiacje; uciekano się również do wystawiania na widok publiczny świętych relikwii i skrapiania dotkniętych klęską pól wodą święconą.
Podobnie jak w przypadku procesów świeckich, zwierzęta reprezentowane bywały przez publicznych adwokatów. Najczęściej kończyły się one oficjalnym rzuceniem klątwy przez hierarchów kościelnych na oskarżone zwierzęta. Czynnościom procesowym mogły towarzyszyć egzorcyzmy. Zachowały się dokumenty zawierające teksty oficjalnej anatemy rzucanej na szkodniki.
Najbardziej znanym, najszerzej opisanym i wielokrotnie wspominanym we współczesnych pracach jest przypadek procesu szczurów bronionych przez Bartłomieja de Chasseneuz. Proces ten miał miejsce w 1517 r. w miejscowości Autun w Burgundii. Pastoureau zaznacza, że nie jest pewne, czy Chasseneuz rzeczywiście był obrońcą na procesie w Autun. Faktem jest, że francuski prawnik był autorem zbioru komentarzy do zwodu prawa zwyczajowego Burgundii, gdzie między innymi obszernie opisał zawiłości i problemy procesów przeciwko szkodnikom pól; praca ta stanowi cenne źródło informacji na temat przebiegu sądów tego typu.
Począwszy od XIV w. procesy kościelne zwierząt przybierają na częstotliwości. Często ich przebiegowi towarzyszyły różnego rodzaju wezwania kierowane bezpośrednio do oskarżonych, np. w 1516 r. biskup Troyes rozkazał szarańczy opuścić teren swojej diecezji w przeciągu sześciu dni pod groźbą ekskomuniki, jednocześnie uzależniając efektywność swoich zabiegów spłaceniem przez wiernych zaległych dziesięcin. Podobne procesy miały miejsce na terenie Francji do I. połowy XVIII wieku.

### Cechy sądów świeckich
Znane są lakoniczne wzmianki o możliwości stawiania zwierząt, które skrzywdziły człowieka, przed świeckim trybunałem już w czasach starożytnych. Procesy tego typu odbywać się miały w starożytnych Atenach w Prytaneum i, jakkolwiek ich istnienie nie zostało bezsprzecznie potwierdzone, wynikać mogły z chęci symbolicznego pozbycia się obiektu skażonego zbrodnią z obrębu miasta. Niewykluczone, że w odpowiedzialności karnej zwierząt w Europie należy dopatrywać się recepcji z zapisów Starego Testamentu, inspirowanych starożytnym prawodawstwem Bliskiego Wschodu. Ślady prawodawstwa przewidującego kary wobec zwierząt można odnaleźć także poza Europą czy kulturami kręgu judeochrześcijańskiego, m.in. w tradycjach niektórych spośród plemion Malezji i północno-wschodnich Indii. Z kolei rzymskie prawo stanowione nie zna podobnych przepisów; w przypadkach takich jak wyrządzenie szkody przez zwierzę, zgodnie z zasadą noxae deditio przechodziło ono na własność pokrzywdzonego w ramach zadośćuczynienia. Zwierzęta w świetle prawa rzymskiego traktowane były więc jako przedmiot, nie zaś podmiot prawa.
Pierwszy potwierdzony historycznie proces zwierzęcia przed sądem świeckim miał miejsce w 1266 lub 1268 r. w Fontenay-aux-Roses i zakończył się egzekucją świni oskarżonej o zabicie dziecka jednego z mieszkańców. W procesach przeprowadzanych przez sądy świeckie w stan oskarżenia stawiano, w odróżnieniu od procesów kościelnych, pojedyncze zwierzęta. Były to zazwyczaj gatunki towarzyszące człowiekowi: świnie, krowy, byki, konie, osły, woły, psy, owce i kozły. Zdaniem Petera Dinzelbachera zwierzęta dzikie, takie jak niedźwiedzie czy wilki (w jego opinii także psy), niemal nigdy nie były stawiane w stan oskarżenia w sądach świeckich; zwierzęta te, złapane przez ludzi, bywały wprawdzie zabijane i wieszane w sposób przywodzący na myśl sądową egzekucję, jednak robiono to w celu odstraszenia innych drapieżników tudzież „jako przykład” dla nich. Zabijano je, jednak nie były to egzekucje sądowe. Podobne praktyki obserwowano jeszcze do niedawna wśród Eskimosów na Grenlandii.
Źródłami informacji na temat świeckich procesów zwierząt są często wzmianki w miejskich księgach rachunkowych, dotyczące opłacenia katów mających stracić zwierzę czy cieśli przygotowujących narzędzia egzekucji. Podobnie jak w przypadku procesów kościelnych, zwierzętom wyznaczano obrońcę. Karze mogły towarzyszyć inne sankcje, jak m.in. wystawienie na widok publiczny, poniżenie, okaleczenie. Przed rozpoczęciem procesu zwierzę bywało zamykane w areszcie. Znane są przypadki, kiedy wyrok oficjalnie odczytywano w jego obecności w celi.

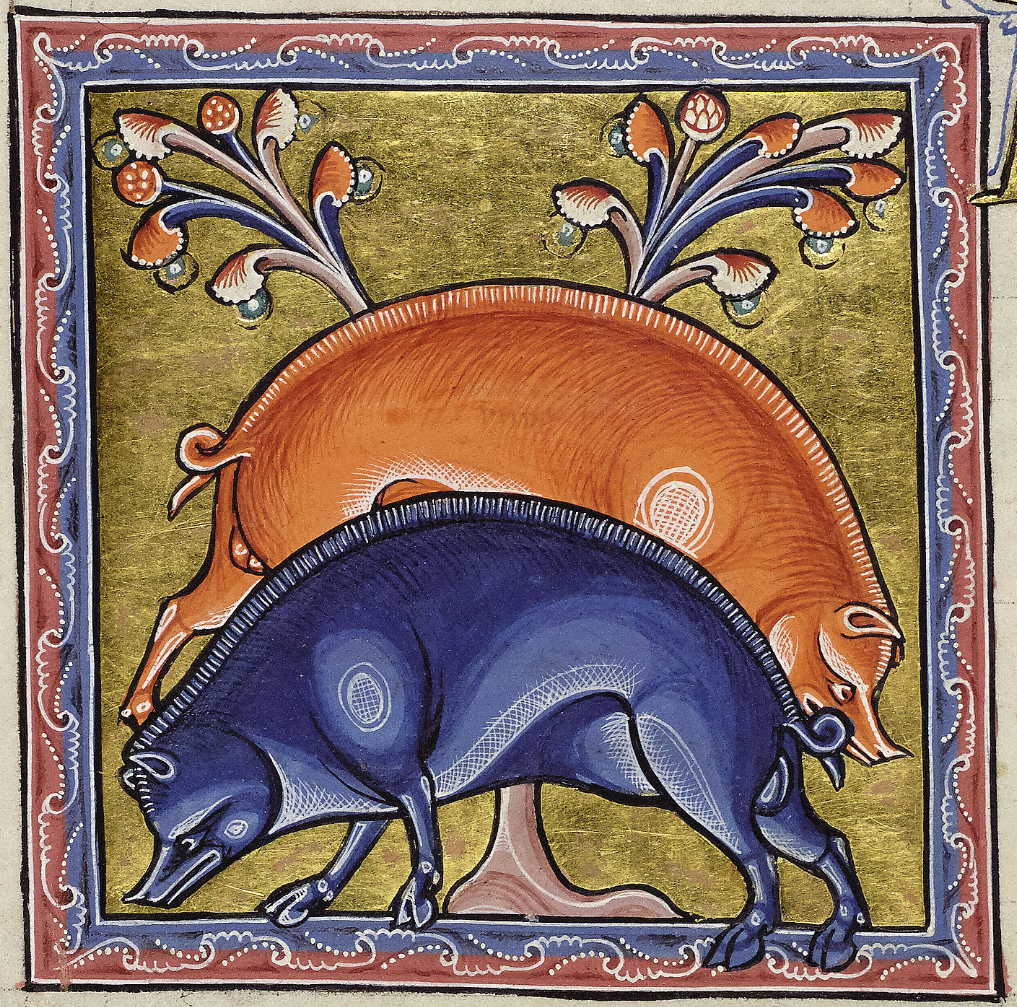
Świnie, z racji licznych tragicznych wypadków, które były ich udziałem, regularnie występowały w roli podsądnego w procesach typu świeckiego (na zdj. miniatura z XII- wiecznego Bestiariusza z Aberdeen)

Zwierzętami najczęściej pojawiającymi się w źródłach w roli oskarżonego w tego typu procesach były świnie, co tłumaczy się faktem, że zwierzęta te powszechnie i w sposób niekontrolowany błąkały się po ulicach europejskich miast w poszukiwaniu pożywienia, stanowiąc stałe zagrożenie dla dzieci i doprowadzając do licznych wypadków. Najszerzej znanym jest proces maciory z Falaise z 1366 r., który, z jednej strony będąc przykładowym sądem oskarżonego o zabójstwo zwierzęcia, z drugiej wyróżniał się m.in. tym, że oskarżone zwierzę na czas procesu przebrano w ludzką garderobę. Wyjątkowy dla procesu w Falaise był również fakt celowego przygnania okolicznych zwierząt, by obserwowały egzekucję.
Właściciel zwierzęcia, które dopuściło się przestępstwa, nie ponosił z reguły kary innej ponad tę wynikającą z samej jego utraty. Po egzekucji ciało zwierzęcia najczęściej grzebano w całości, zdarzały się wyjątki, np. w Niderlandach, gdzie po przeprowadzonej egzekucji mięsem zwierzęcia dysponowano w rozmaity sposób. W nieczęstych wypadkach wydawano wyroki uniewinniające oraz ułaskawiano. W 1499 r. wół, który zabił dziecko, skazany został na 10 lat ciężkich robót. Pod koniec XVII wieku w Rosji kozła, którego oskarżono o podobną zbrodnię, zesłano na Syberię. Kodeks karny Sardynii z 1395 r. przewidywał konkretne kary dla osłów, które przyłapano na czynieniu szkody na cudzym terenie: za pierwszym razem w postaci obcięcia jednego ucha, w przypadku powtórzenia się wykroczenia osioł miał stracić drugie.
Do najczęściej stosowanych form egzekucji należały powieszenie, ścięcie, utopienie i zakopanie w ziemi. Zwierzęta współwinne przestępstwa sodomii palono na stosie. Egzekucje, o ile było to możliwe, przeprowadzano zazwyczaj w sposób tożsamy ze stosowanym wobec ludzi winnych tych samych przestępstw. Jeśli nie było możliwe uchwycenie konkretnego zwierzęcia winnego zbrodni, w jego zastępstwie doprowadzano pod sąd i skazywano inne zwierzę tego samego gatunku; w takich sytuacjach nie wykonywano jednak wyroku.
Wraz z rozpowszechnianiem się w Europie procesu inkwizycyjnego, pojawiały się sporadyczne przypadki stosowania wobec zwierząt tortur w celu przyznania się do winy. Tak było m.in. w 1457 r. w Savigny w Burgundii. Wraz ze schyłkiem średniowiecza nasilała się częstotliwość stosowania tortur oraz brutalność procesów. Coraz częściej zwracano uwagę na okoliczności towarzyszące zbrodni, takie jak czas czy miejsce jej popełnienia.

## Zwierzę jako współwinny sodomii
Marian Lech Klementowski twierdził, że znaczenie w wykształceniu się europejskich przepisów i praktyki karania zwierząt uznawanych za współwinne sodomii miały starotestamentowe tradycje (Księga Wyjścia 22.18 i Księga Kapłańska 20.15). We wczesnym średniowieczu przestępstwa natury seksualnej leżały w jurysdykcji sądów synodalnych. Jeszcze w XIII wieku sąd synodalny Fryzji dopuszczał spalenie na stosie wraz ze zwierzęciem jako jedną z kar za sodomię. W późniejszym okresie sprawy tego typu przechodziły stopniowo pod jurysdykcję świecką. Za pierwszą wzmiankę o paleniu winnych bestialstwa na stosie wraz ze zwierzęciem Klementowski uważa zapis z 1276 r. w księdze miejskiej Augsburga. Jako inne spośród źródeł zawierających zapisy o karaniu zwierząt współwinnych przestępstwa sodomii wymienia m.in. księgi miejskie Frankenbergu, Dortmundu, Frankfurtu tudzież innych miast niemieckich.
Zwierciadło Saskie i Constitutio Criminalis Carolina z 1532 r., a także polska implementacja Caroliny pióra Bartłomieja Groickiego, nie przewidują w sposób bezpośredni karania zwierzęcia w przypadku sodomii; Zwierciadło nie zna nawet pojęcia sodomii jako stosunku ze zwierzęciem. Spalenie zwierzęcia wraz z sodomitą przewidują z kolei m.in. kodeks karny Bawarii z 1751 r. oraz Praktyka kryminalna Jakuba Czechowicza z 1769 r.

## Krytyka
Instytucja procesów sądowych, w których pozycję winnego zajmowało zwierzę, spotykała się z udokumentowaną krytyką niektórych spośród współczesnych im autorów. Francuski prawnik Philippe de Beaumanoir (syn) argumentował, iż warunkiem zaistnienia zbrodni jest intencja jej popełnienia oraz świadomość kary, których to czynników nie da się zaobserwować u zwierzęcia. Tomasz z Akwinu pisał na ten temat w podobnym tonie: „zwierzęta nie mają rozumu, nie mogą czuć się winne i nie podlegają karze; co najwyżej mogą być wysłannikami diabła, ale wtedy to sprawca szkody, a nie narzędzie powinno być osądzone”. Mimo to Akwinata dopuszczał sensowność rzucenia klątwy na zwierzęta, które jego zdaniem mogą stanowić tymczasowe narzędzie Szatana do czynienia zła, z zastrzeżeniem, że winna być ona skierowana w sprawcę opętania, nie zaś w jego przedmiot.
Polski prawnik Mikołaj Jaskier w dziele swojego autorstwa – Iuris Provincialis quod Speculum Saxonum... z 1535 r. – stwierdził, iż zwierzę, nie posiadając rozumu, nie może ani zgrzeszyć, ani popełnić przestępstwa, ani zostać ukarane. W krajach protestanckich procesy stanowiły, w porównaniu z terenami pod władzą katolicką, rzadkość; w 1666 r. sąd duchowny w Bernie uznał oficjalne karanie zwierząt za bezzasadne.

## Próby racjonalizacji fenomenu

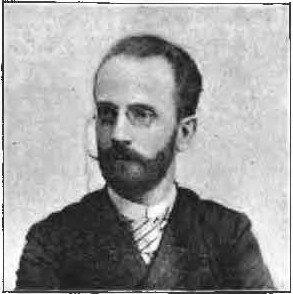
Edmund Krzymuski, profesor UJ, autor artykułu O odpowiedzialności karnej zwierząt

Do grona pierwszych badaczy sądów nad zwierzętami należeli niemiecki historyk Karl von Amira, autor kilkudziesięciostronicowego artykułu Thierstrafen und Thierprocesse wydanego w Innsbrucku w 1891 r. oraz Edward Payson Evans, autor najobszerniejszej i najpopularniejszej książki na ten temat zatytułowanej The Criminal Prosecution and Capital Punishment of Animals (1906). Pierwsi historycy procesów zwierząt, wskazując na potencjalne źródła fenomenu w tradycji prawnej starożytnej Grecji oraz regułach Prawa Mojżeszowego, przedstawiali przedmiot swoich badań jako obrazujący ciemnotę dawnych wieków, porównywalny do fenomenu polowań na czarownice.
Jeszcze przed końcem XIX wieku polski prawnik Edmund Krzymuski poświęcił temu tematowi drobną rozprawę o charakterze więcej niż tylko ciekawostkowym; jego artykuł O odpowiedzialności karnej zwierząt, opublikowano w czasopiśmie „Niwa” w 1882 r. Sprawie odpowiedzialności zwierząt przyglądał się również Bronisław Wróblewski w wydanym w 1926 r. w Wilnie drugim tomie podręcznika Penologia. Socjologia kar.

### Sądy kościelne
Zdaniem Petera Leesona, którego teorię zrelacjonował i poparł Włodzimierz Gogłoza, fenomen procesów kościelnych możliwy jest do wytłumaczenia racjonalnymi względami, nadającymi się do zbadania przez współczesny aparat socjologii. Badacz ten dowodzi, że przeprowadzanie tego typu procesów leżało w żywotnym interesie ekonomiczno-socjotechnicznym Kościoła. Dowodem takiego stanu rzeczy ma być m.in. dążenie do psychologicznego sprzęgnięcia przez Kościół braku dyscypliny podległego mu społeczeństwa (co reprezentować mogły m.in. zaległości w płaceniu dziesięcin) z nieuchronną karą w postaci klęski naturalnej. Podobnie publiczna pokuta i symboliczne podporządkowanie się społeczeństwa woli władzy kościelnej, towarzyszące procesom, skutkować miały rychłym odwróceniem się losu oraz cofnięciem klęski, za sprawą wstawiennictwa sądu kościelnego rzucającego klątwę na szkodniki. Zgodnie z argumentacją Leesona Kościół wykorzystywał w tym celu naturalne migracje insektów, a głównym celem przedsięwzięcia miało być poprawienie ściągalności dziesięcin.
W podobnym kierunku konstruuje swoje przypuszczenia Jen Girgen, która, opierając się na ustaleniach Edwarda Paysona Evansa, zauważa, że bez znaczenia było, czy ekskomunika rzucana przez sąd kościelny przyniosła efekt: „Jeżeli szkodniki odeszły, wówczas klątwa kościelna odniosła skutek. Jeżeli nie odeszły, wówczas winą tego, że klątwa zawiodła, obarczano grzechy społeczności. «W obydwu sytuacjach prestiż Kościoła pozostaje zachowany, a jego autorytet nieskalany»”. Na fakt, że przedstawiciele władzy kościelnej podkreślali związek między obecnością szkodników na polach a uchylaniem się od płacenia dziesięcin przez wiernych, zwracał uwagę także Peter Dinzelbacher. Zaznacza też, że procesy kościelne zazwyczaj inicjowane były na wyraźną prośbę wiernych.
Eva Schumann uważa procesy z tej kategorii nie za faktyczne wydarzenia, ale za gatunek literacki. Wywodzić miał się on z XIV wieku, kiedy to na ziemiach włoskich zaczęły pojawiać się moralizatorskie opisy procesów diabła. Nurt ten przeniknął i na inne ziemie, w Cesarstwie zyskując popularność od połowy XV wieku, do połowy wieku XVIII. Badaczka uważa, iż procesy zwierząt są kolejnym etapem rozwoju tego gatunku, analogicznym do przekazów takich jak oskarżenie górnika na sądzie ostatecznym przez Matkę Ziemię, czy skarga oracza na śmierć.

### Sądy świeckie
Próby racjonalizacji procesów przeprowadzanych przez sądy świeckie spotykają się z dużymi trudnościami ze względu na fakt, że w odróżnieniu od ich kościelnego odpowiednika trudno wskazać ich ewentualną zasadność ekonomiczno-społeczną czy też potencjalnego beneficjenta. Teorie zakładające panujące w średniowiecznej Europie przekonanie o racjonalności i moralnej odpowiedzialności zwierząt są trudne do obrony, a czysto racjonalne motywy mające na celu eliminację niebezpiecznych dla społeczeństwa zwierząt nie tłumaczą w żaden sposób formalno-obrzędowej strony procesów.
Zgodnie z koncepcją Andrzeja Dąbrówki dawne procesy zwierząt posiadały cechy rytuału mającego na celu oczyszczenie lokalnej społeczności z przestępstwa i przywrócenie moralnej równowagi. Badacz ten zwrócił również uwagę na fakt, że wydarzenia te pełnić mogły rolę edukacyjną, pomagając zrozumieć ich uczestnikom mechanizmy działania prawa i strukturę procesu sądowego. Zgodnie z takim podejściem proces zwierzęcia należałoby traktować jako ówczesny eksperyment sądowy.
Podobne stanowisko objął Paul Schiff Berman, który wysuwa przypuszczenie, że głównym celem przyświecającym procesom publicznym zwierząt było rytualne wskazanie sprawcy zaburzenia społecznej równowagi, kanalizacja emocji towarzyszących zaburzeniu ogólnej równowagi oraz jej symboliczne przywrócenie. Pogląd ten streszcza Włodzimierz Gogłoza, uznając, że „Procesy nie odbywały się [...] przeciwko zwierzętom, lecz nad ich czynami, a nakładane na nich kary nie były odwetem, jak to miało miejsce w odniesieniu do ludzi, lecz środkiem przywrócenia naruszonej równowagi”.
Bardziej bezpośrednie stanowisko, zakładające, że stawianie zwierząt przed sądem to dosłowna recepcja przepisów Starego Testamentu wpisująca się w klimat umysłowy epoki, zajmuje Janusz Tazbir, który uznał, że „jeśli choroba umysłowa nie zwalniała człowieka od odpowiedzialności karnej, to i brak rozumu właściwego ludziom nie mógł stanowić okoliczności łagodzącej dla zwierząt. Kamienowano więc, jak to nakazywała Księga Wyjścia”. Innego zdania jest Peter Dinzelbacher, który zwraca uwagę właśnie na brak kamienowania, metody zadawania śmierci głęboko zakorzenionej w biblijnej tradycji, w źródłowych przekazach o egzekucjach zwierząt. Ta charakterystyczna cecha dowodzi jego zdaniem, że tłumaczenie zjawiska wyłącznie ustępami ze Starego Testamentu jest niesatysfakcjonujące. Również Esther Cohen uważa, że wyjaśnienie fenomenu procesów zwierząt wymaga wzięcia pod uwagę czynników takich jak współczesny im kontekst kulturowy czy klimat intelektualny.
Zdaniem Evy Schumann nazywanie zaistniałych czynności prawnych procesami zwierząt jest nadinterpretacją źródeł dokonaną przez pierwszych historyków zajmujących się tematem, następnie zaś powielaną przez badaczy, którzy przedstawiali jedynie nowe interpretacje odczytanych przez Amirę, Evansa i Berkenhoffa. Zwierzę, które doprowadziło do śmierci człowieka było zabijane w związku z zagrożeniem, iż zabiwszy raz, może to zrobić powtórnie. W przypadku, gdy chodziło o zwierzę domowe, było to sprzeczne z interesem właściciela. Stąd potrzeba interwencji prawnej. Na podstawie jedynego zanotowanego na terytorium dzisiejszych Niemiec przykładu (1621 rok) badaczka pokazuje, iż nie można tu mówić o procesie karnym, a co dopiero o procesie zwierzęcia – krowy z Machern. Publiczne egzekucje zwierząt miały zdaniem Schumann zwiększać świadomość rodziców o niebezpieczeństwie, na jakie narażone są najmłodsze dzieci.
W kontekście ziem polskich historycy prawa Witold Maisel oraz Marian Lech Klementowski zwrócili w swoich pracach uwagę na fakt, że nie jest oczywiste, czy organy jurysdykcji sądowej widziały w zabiciu zwierzęta karę wymierzoną przeciw niemu. Źródła pozwalają przypuszczać, że powodem wydawania rozkazu zabicia zwierzęcia mogły być m.in. chęć „usunięcia śladów czynu, który obraził powszechne poczucie moralności” czy też związana z poziomem ówczesnej wiedzy biologicznej obawa przed ewentualnymi narodzinami monstrum, będącego wynikiem aktu sodomii. Ten ostatni motyw ilustruje relacja egzekucji z 1763 r. w Uściu Solnym, gdzie sąd skazał na spalenie winnego wraz z „klaczą, z którą tenże bezecny uczynek był [dokonany], ażeby się jakie monstrum z niej nie pokazało”.

### Powszechna sprawiedliwość
Badaczka dziejów kultury i mentalności Esther Cohen uważa, że procesy w pewnym stopniu wynikały z przeświadczenia o powszechności prawa, które z woli bożej miało obowiązywać cały stworzony przezeń świat. Myślenie takie dawało według niej człowiekowi, posiadającemu zgodnie z wykładnią biblijną wyjątkową pozycję spośród innych dzieł stworzonych przez Boga, podstawę do wiary w zasadność stosowania czegoś w rodzaju „powszechnej sprawiedliwości” (universal justice). Ponadto Cohen przedstawia zjawisko procesów zwierząt, nieznane w prawie starożytnego Rzymu, jako dowód na przenikanie lokalnych wierzeń i tradycji ludowych do oficjalnej praktyki dawnego prawa europejskiego oraz współczesnej mu jurysprudencji reprezentowanej przez teoretyków prawa, a także innych uczonych epoki. Podobne do Cohen stanowisko objął Michel Pastoureau, który w kontekście symbolicznej władzy człowieka nad przyrodą używa figury „dobrej sprawiedliwości”; badacz ten dodatkowo zwraca uwagę na inny niż współcześnie stosunek człowieka średniowiecza do natury, a także nieoczywisty wówczas status zwierzęcia w hierarchii bytów, rodzący wątpliwości co do kwestii takich jak problem zbawienia zwierząt czy ich podległość wobec przykazań.

### Sześć czynników
Peter Dinzelbacher, historyk z Uniwersytetu Wiedeńskiego, w swoim artykule poświęconym procesom zwierząt w dawnej Europie podsumowuje dotychczasowe próby zrozumienia zjawiska, proponując listę sześciu czynników, które pozwoliły na jego zaistnienie i kontynuację. Są to:
- ogólny stan niepokoju społecznego spowodowany epidemiami, gospodarczym kryzysem i konfliktami wewnątrz społeczeństw Europy
- dziejący się wówczas proces ugruntowywania pisanego prawa rzymskiego i procedury sądowej w późnośredniowiecznym społeczeństwie
- przekonanie o podległości wszystkich stworzeń wobec władzy duchowej
- poczucie komfortu/pocieszenia społecznego, jakie przynosiły proces sądowy oraz egzekucja publiczna
- korzyści będące udziałem przedstawicieli władzy oraz palestry żywotnie zainteresowanych procesami jako źródłem dochodu
- istniejąca w psychice ludzkiej tendencja do personifikacji zwierząt w niektórych sytuacjach[75]

## XX i XXI wiek
Jako cezurę kończącą występowanie w źródłach procesów zwierząt badacze uznają XIX wiek; niemniej niektórzy autorzy zwracają uwagę, że liczne sprawy sądowe znane z XX i XXI wieku wykazują podobieństwo do tych znanych z wcześniejszych lat. Do grona tych badaczy należy m.in. Jen Girgen, która skupia się zwłaszcza na XXI-wiecznym systemie sądownictwa Stanów Zjednoczonych. Współczesne sprawy sądowe, w toku których badana jest działalność zwierząt (np. poczynione przez nie szkody), często zyskują popularność w mediach i opisywane są tam w kontekście „winy” bądź „skazania” danego zwierzęcia.

## Odniesienia w kulturze
Motyw procesu zwierzęcia wykorzystywany był w licznych tekstach kultury z epoki (m.in. w komediach Kupiec Wenecki Szekspira i Les Plaideurs Jeana Racine’a czy też w cyklu alegorycznych średniowiecznych bajek Roman de Renart). Motyw egzekucji kozy odnaleźć można w powieści Katedra Marii Panny w Paryżu Victora Hugo. W 2. poł. XX wieku sięgali poń m.in. Ted Walker w zbiorze poematów Gloves for Hangman czy Leslie Megahey, reżyser filmu Godzina świni (1993). Historia procesów zwierząt referowana przez Janinę Duszejko, bohaterkę nominowanej do Nagrody Nike powieści Olgi Tokarczuk Prowadź swój pług przez kości umarłych, kilkukrotnie powtarza się na jej kartach.